# Ion Draica
Ion Draica (ur. 5 stycznia 1958 w Konstancy) – rumuński zapaśnik walczący w stylu klasycznym. Dwukrotny olimpijczyk. Złoty medalista z Los Angeles 1984 i odpadł w eliminacjach w Moskwy 1980. Startował w kategoriach 82 kg.
Sześciokrotny uczestnik mistrzostw świata, czterokrotny medalista, złoto w 1978. Zdobył pięć medali mistrzostw Europy w tym trzy złote, w 1977, 1978 i 1979. Mistrz Uniwersjady w 1977 i 1981 roku.
- Turniej w Moskwie 1980

Obustronnie zdyskwalifikowany z Janem Dołgowiczem i przegrał z Leifem Anderssonem ze Szwecji.
- Turniej w Los Angeles 1984

Wygrał z Klausem Mysenem z Norwegii, Amerykaninem Danem Chandlerem, Muhammadem al-Aszramem z Egiptu, Sörenem Claesonem ze Szwecji i Dimitriosem Tanopulosem z Grecji.